# 郤豹
郤 豹（げき ひょう、？ - ？）は、中国春秋時代の晋の武将。字は叔虎。郤文の三男、郤称、郤芮、郤義の父、郤缺の祖父。
晋の献公が狄柤を征伐したとき、郤豹は敵城によじ登ろうとすると、部下が「将たる者が兵卒の労役をするのは、その任ではありません」と言った。郤豹は「老練な謀略もなく、壮者の労役もないならば、 何によって君に仕えるのか」と言い、鳥の羽を背につけて一番乗りし、とうとう戦いに勝った。